# Tímea Paksy
Tímea Paksy, född den 22 januari 1983, är en ungersk kanotist.
Hon tog bland annat VM-guld i K-1 200 meter i samband med Sprintvärldsmästerskapen i kanotsport 2003 i Gainesville, Georgia.